# Mon ex beau-père et moi
Pour plus de détails, voir Fiche technique et Distribution.
Mon ex beau-père et moi (All Nighter) est une comédie américaine réalisée par Gavin Wiesen, sortie en 2017.

## Synopsis
Un globe-trotter, accro à son job, veut rendre visite à sa fille alors qu'il doit passer un séjour à Los Angeles pour son travail. Elle a disparu, sans laisser de traces, mais il rencontre son ex petit-ami, un jeune homme nerveux au cœur brisé. Ensemble, ils ont une nuit pour la retrouver.

## Fiche technique
- Titre original : All Nighter
- Titre français : Mon ex beau-père et moi
- Réalisation : Gavin Wiesen
- Scénario : Seth W. Owen
- Photographie : Seamus Tierney
- Montage : Terel Gibson
- Musique : Alec Puro
- Producteurs : Josh Crook, P. Jennifer Dana, Adi Ezroni et Mandy Tagger
- Sociétés de production : Spring Pictures, Wing and a Prayer Pictures, Abbolita Films et Heretic Films
- Société de distribution :  Good Deed Entertainment (USA) / TF1 Video (France)
- Pays d'origine :  États-Unis
- Format : couleur
- Genres : Comédie
- Durée : 86 minutes
- Dates de sortie : 
  -  États-Unis : 17 mars 2017
  -  France : 23 juillet 2017 (VOD)

## Distribution
- J.K. Simmons (VF : Jean Barney) : Mr. Gallo
- Emile Hirsch (VF : Alexis Tomassian) : Martin
- Kristen Schaal (VF : Audrey Sablé) : Roberta
- Jon Daly (VF : Benoît Du Pac) : Jimothy
- Taran Killam (VF : Donald Reignoux) : Gary
- Hunter Parrish : Kip
- Analeigh Tipton (VF : Haylen Namvarazad) : Ginnie
- Shannon Woodward (VF : Céline Ronté) : Lois
- Jon Bass (VF : Nathanel Alimi) : Trevor